# Ville-sur-Arce
Ville-sur-Arce ist eine französische Gemeinde mit 203 Einwohnern (Stand: 1. Januar 2022) im Département Aube in der Region Grand Est (vor 2016 Champagne-Ardenne). Sie gehört zum Arrondissement Troyes und zum Kanton Bar-sur-Seine.

## Lage
Ville-sur-Arce liegt etwa 28 Kilometer südöstlich von Troyes.
Nachbargemeinden sind Buxières-sur-Arce im Norden, Chervey im Nordosten, Viviers-sur-Artaut im Osten, Landreville im Süden und Südosten, Celles-sur-Ource im Süden und Südwesten, Merrey-sur-Arce im Westen und Südwesten sowie Bar-sur-Seine im Westen und Nordwesten.
Im südlichen Gemeindegebiet liegt der Flugplatz Ville-sur-Arce. 

## Bevölkerungsentwicklung
| Jahr                       | 1962 | 1968 | 1975 | 1982 | 1990 | 1999 | 2006 | 2011 | 2017 |
| -------------------------- | ---- | ---- | ---- | ---- | ---- | ---- | ---- | ---- | ---- |
| Einwohner                  | 242  | 260  | 255  | 261  | 280  | 264  | 248  | 246  | 212  |
| Quellen: Cassini und INSEE |      |      |      |      |      |      |      |      |      |

## Sehenswürdigkeiten
- Kirche Saint-Aubin aus dem 16. Jahrhundert, Monument historique seit 1991

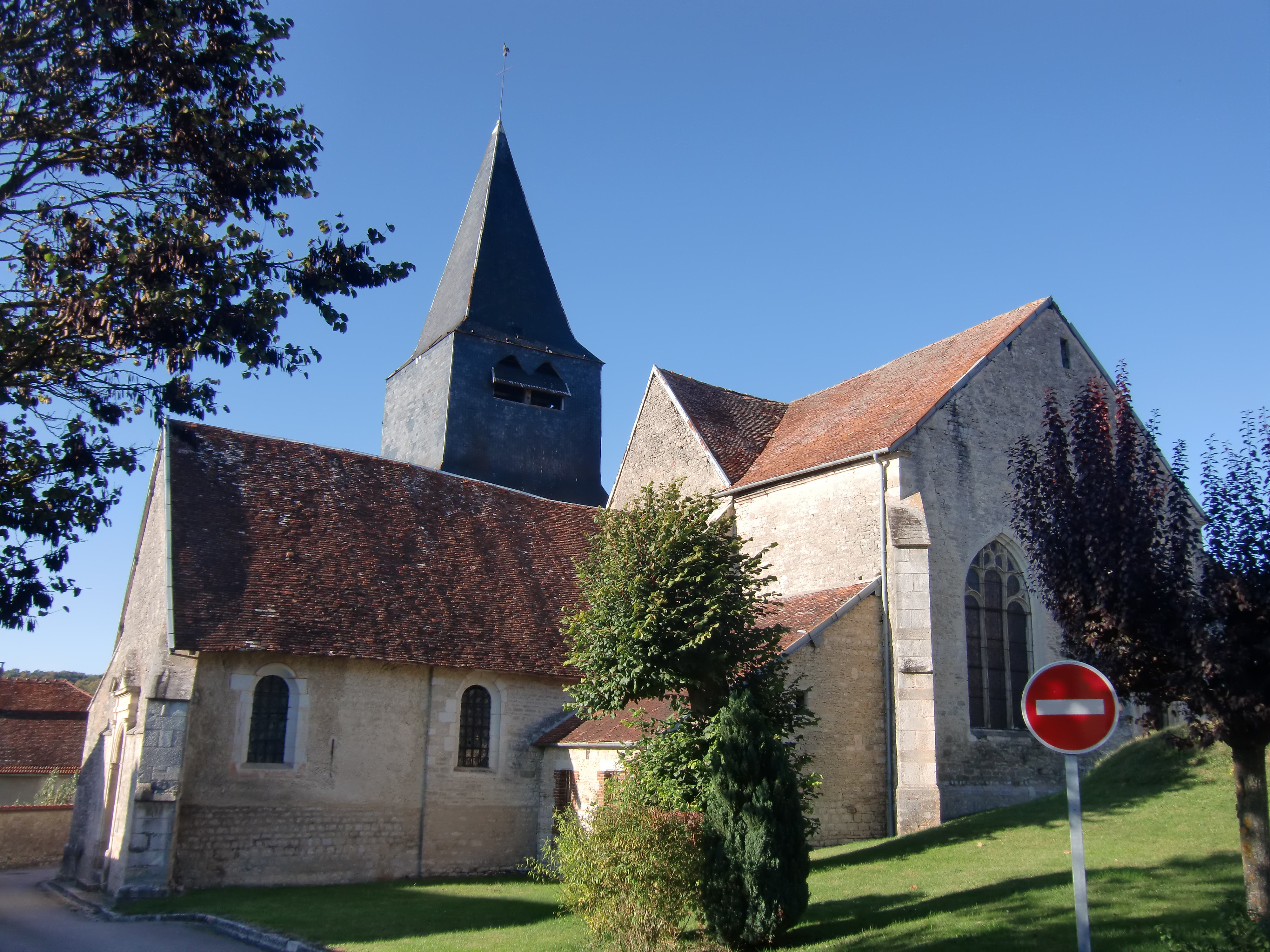
Kirche Saint-Aubin